# Jochen Plate
Jochen Plate (2 de junio de 1963) es un deportista alemán que compitió para la RFA en judo. Ganó una medalla de bronce en el Campeonato Mundial de Judo de 1987, y una medalla de bronce en el Campeonato Europeo de Judo de 1987.

## Palmarés internacional
| Campeonato Mundial | Campeonato Mundial | Campeonato Mundial | Campeonato Mundial |
| Año                | Lugar              | Medalla            | Categoría          |
| ------------------ | ------------------ | ------------------ | ------------------ |
| 1987               | Essen (RFA)        | Medalla de bronce  | +95 kg             |
| Campeonato Europeo |                    |                    |                    |
| Año                | Lugar              | Medalla            | Categoría          |
| 1987               | París (Francia)    | Medalla de bronce  | Abierta            |